# Balleyara (Departement)
Balleyara ist ein Departement in der Region Tillabéri in Niger.

## Geographie
Das Departement liegt im Südwesten des Landes. Es erstreckt sich über das Gebiet der Landgemeinde Tagazar. Der namensgebende Hauptort des Departements ist Balleyara.

## Geschichte
Das Departement geht auf den Verwaltungsposten (poste administratif) von Balleyara zurück, der 1971 eingerichtet wurde. 2011 wurde der Verwaltungsposten aus dem Departement Filingué herausgelöst und zum Departement Balleyara erhoben.

## Bevölkerung
Das Departement Balleyara hat gemäß der Volkszählung 2012 108.366 Einwohner. Von 2001 bis 2012 stieg die Einwohnerzahl jährlich durchschnittlich um 2,7 % (landesweit: 3,9 %).

## Verwaltung
An der Spitze des Departements steht ein Präfekt (französisch: préfet), der vom Ministerrat auf Vorschlag des Innenministers ernannt wird.
| Amtszeit                      | Name                                                                  |
| ----------------------------- | --------------------------------------------------------------------- |
| 29. Feb. 2012 – 29. Jul. 2016 | Moussa Yacouba Kadri                                                  |
| 29. Jul. 2016 – 23. Mär. 2017 | Barmini Kaboyé                                                        |
| 23. Mär. 2017 – 12. Jun. 2020 | Maman Laouali Bouro (alias Maman Aouali Bouro, Aouly Brah Bouro)      |
| 12. Jun. 2020 – 8. Nov. 2021  | Amadou Hamidou (alias Amadou Amidou, Amadou Hamadou, Hamadou Hamidou) |
| 8. Nov. 2021 – 30. Nov. 2022  | Houdou Djibo (alias Hamidou Djibo)                                    |
| 30. Nov. 2022 – 24. Aug. 2023 | Ousseini Bondiéré                                                     |
| seit 24. Aug. 2023            | Maiguizo Issaka                                                       |